# 索爾特克里克鎮區 (伊利諾伊州梅森縣)
索爾特克里克鎮區（英語：Salt Creek Township）是位於美國伊利諾伊州梅森縣的一個行政鎮區。

## 地方資料
根據2010年美國人口普查的數據，索爾特克里克鎮區的面積為93.30平方千米，當中陸地面積為92.80平方千米，而水域面積為0.50平方千米。當地共有人口212人，而人口密度為每平方千米2.27人。